# Kortesaari (ö i Södra Savolax, S:t Michel, lat 61,87, long 26,72)
Kortesaari är en ö i Finland. Den ligger i sjön Puula och i kommunen Kangasniemi i den ekonomiska regionen  S:t Michel och landskapet Södra Savolax, i den södra delen av landet, 210 km nordost om huvudstaden Helsingfors. Öns area är 27 hektar och dess största längd är 1 kilometer i nord-sydlig riktning.